# Antoine de Bourbon-Siciles (1929-2019)
Ne doit pas être confondu avec Antoine de Bourbon-Siciles.
Antoine de Bourbon-Siciles, né le 20 janvier 1929 à Cannes (France) et mort le 11 novembre 2019 à Zurich (Suisse), est un membre de la maison de Bourbon-Siciles. Il porte le titre de courtoisie de prince de Bourbon.

## Biographie
Le prince Antoine, ingénieur de formation spécialisé dans la technologie radar à l'université de Saint-Louis (Missouri), est le fils unique du prince Gabriel de Bourbon-Siciles et de sa première épouse, la princesse Malgorzata Izabella Czartoryska. De par son père, il est l'arrière-petit-fils du roi Ferdinand II des Deux-Siciles.
En 1920, le roi Alphonse XIII accorde à son père, le prince Gabriel, le titre de « prince de Bourbon », transmissible à tous ses descendants dynastiques. Par conséquent, à sa naissance, le prince Antoine, en plus d'être titré prince des Deux-Siciles, reçoit le titre de prince de Bourbon avec le traitement d'altesse royale,.
Sa mère meurt deux mois après sa naissance, et son père se remarie avec la princesse Cecylia Lubomirska, fille du prince Kazimierz Lubomirski et de la comtesse Maria Teresa Wodzicka, le 15 septembre 1932 à Cracovie. De cette seconde union naissent quatre autres enfants. Pendant son enfance, Antoine a peu de contacts avec ses demi-frères et sœurs, gardant un rôle discret au sein de la famille. Le prince Charles de Bourbon des Deux-Siciles n'ayant eu que des filles, les descendants d'Antoine se considèrent comme les futurs chefs de la maison de Bourbon-Siciles.
Le prince Antoine meurt à Zurich (Suisse), le 11 novembre 2019, à l'âge de 90 ans, entouré de son fils aîné François (es). Il laisse derrière lui son épouse, Élisabeth de Wurtemberg, quatre enfants et sept petits-enfants.

## Mariage et descendance
Le 18 juillet 1958, il épouse civilement la duchesse Élisabeth de Wurtemberg (1933-2022), fille du duc Philippe Albert de Wurtemberg, chef de la maison de Wurtemberg, et de l'archiduchesse Rose-Marie de Habsbourg-Toscane. Le mariage religieux a lieu le lendemain en la chapelle du château d'Altshausen, propriété des ducs de Wurtemberg en Allemagne. Le couple a quatre enfants et sept petits-enfants,, :
- le prince François de Bourbon-Siciles (es) (né le 20 juin 1960 à Ravensbourg), qui épouse, le 2 juin 2000 à Genève (Suisse), la comtesse Alexandra de Schönborn-Wiesentheid (née le 2 juin 1967 à Zurich), fille du comte Franz-Clemens de Schönborn-Wiesentheid et de la princesse Tatjana Konstantinovna Gorchakov, d'où postérité : le prince Antoine de Bourbon-Siciles (es) (né le 6 juin 2003 à Genève) et la princesse Dorothée de Bourbon-Siciles (née le 10 mai 2005 à Zurich) ;
- la princesse Marie-Caroline de Bourbon-Siciles (née le 18 juillet 1962 à Friedrichshafen), qui épouse, le 6 mai 1988 à Tübingen, le Dr Andreas Baumbach (né le 30 avril 1963 à Tübingen), d'où postérité : Philipp Baumbach (1996), Alexander Baumbach (1998) et Constantin Baumbach (2000) ;
- le prince Janvier de Bourbon-Siciles (né le 27 janvier 1966 à Ravensbourg), resté célibataire ;
- la princesse Marie‑Annonciade de Bourbon‑Siciles (née le 18 février 1973 à Friedrichshafen), qui épouse, le 2 août 2003 à la cathédrale Saint-Henri d'Helsinki (Finlande), le comte Carl Fredrik Creutz (né le 11 novembre 1971), fils du comte Carl Johan Lennart Creutz (1946) et de Kristina Maria Kemner (1948), d'où postérité : la comtesse Sophie Creutz (2007) et la comtesse Charlotte Creutz (2011).

## Une de magazine
À l'occasion de leur mariage en 1958, Antoine de Bourbon-Siciles et Élisabeth de Wurtemberg font la une du magazine allemand Bunte.

## Distinctions
Le prince Antoine de Bourbon-Siciles est :
- Chevalier de l'ordre de Saint-Janvier ;
- Chevalier de l'ordre de la Couronne de Wurtemberg ;
- Bailli grand-croix de justice avec collier de l'ordre sacré et militaire constantinien de Saint-Georges ;
- Chevalier d'honneur et de dévotion de l'ordre souverain de Malte.

Il est également président d'honneur de l'ordre sacré et militaire constantinien de Saint-Georges.